# Mont Bona
El Mont Bona (en anglès Mount Bona) és, amb els seus 5.005 msnm, un dels principals cims de les Muntanyes Saint Elias a l'est d'Alaska. Junt amb el veí Mont Churchill és un gran estratovolcà cobert per gel. El Bona és el volcà més alt dels Estats Units i el quart d'Amèrica del Nord, sols superat pels tres grans volcans mexicans, Pico de Orizaba, Popocatépetl i Iztaccíhuatl.
El massís està cobert gairebé totalment per camps de gel i glaceres, i és la principal font de gel de la glacera de Klutlan, que discorre cap a l'est durant més de 64 km, cap al Yukon, al Canadà. La muntanya també aporta un gran volum de gel a la glacera de Russell, que flueix cap al nord.
El Mont Bona fou batejat pel Príncep Lluís Amadeu de Savoia, duc dels Abruzzi el 1897, que va veure el pic mentre feia la primera ascensió al Mont Saint Elias, situat a uns 130 km al sud-est. L'anomena Bona en record del seu iot de curses.
La muntanya fou escalada per primera vegada el 1930 per Allen Carpé, Terris Moore i Andrew Taylor, des de glacera de Russell, a l'oest del pic. La ruta normal d'ascens és la cara est.